# Antrostomus noctitherus
Antrostomus noctitherus là một loài chim trong họ Caprimulgidae.

## Hình ảnh

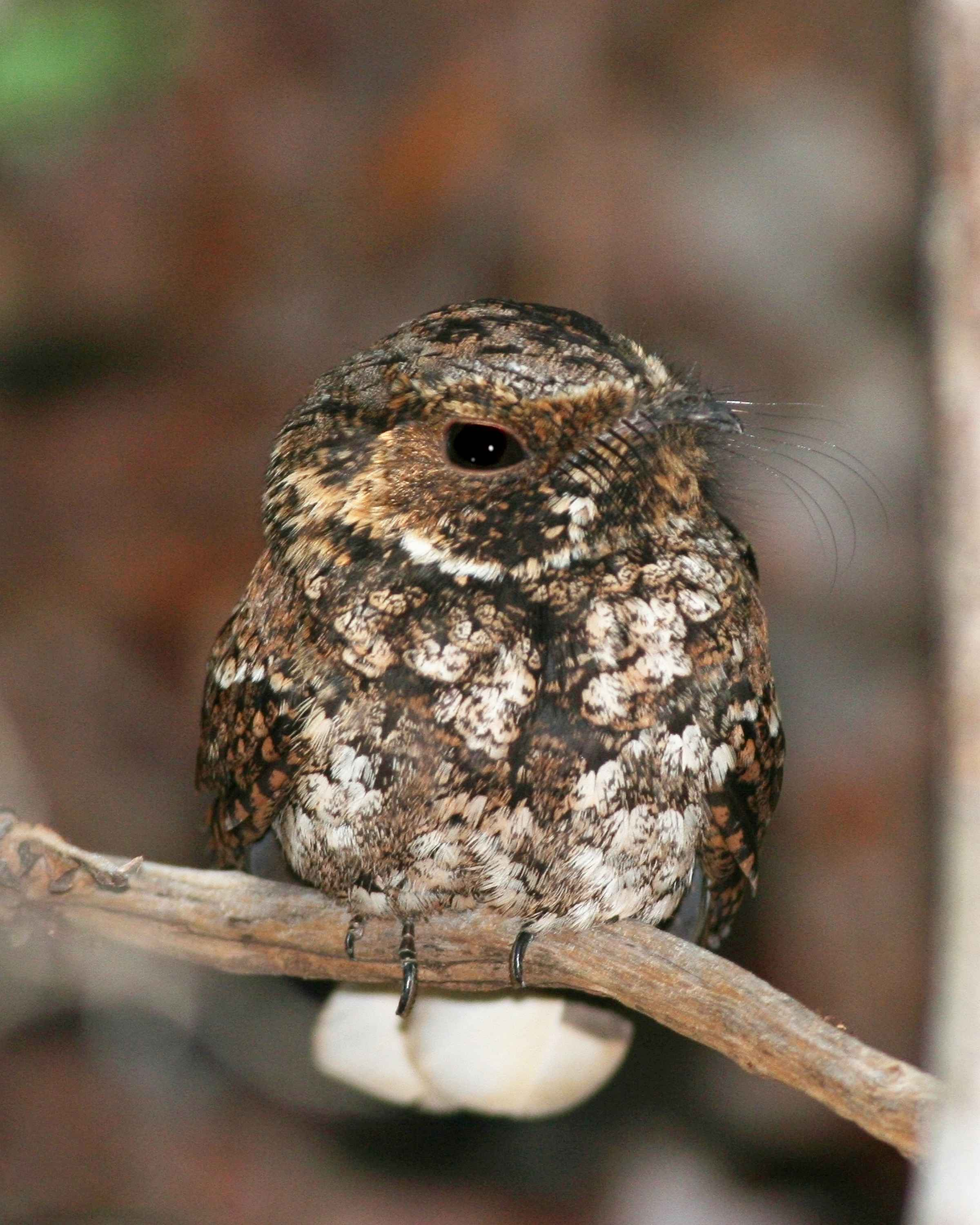
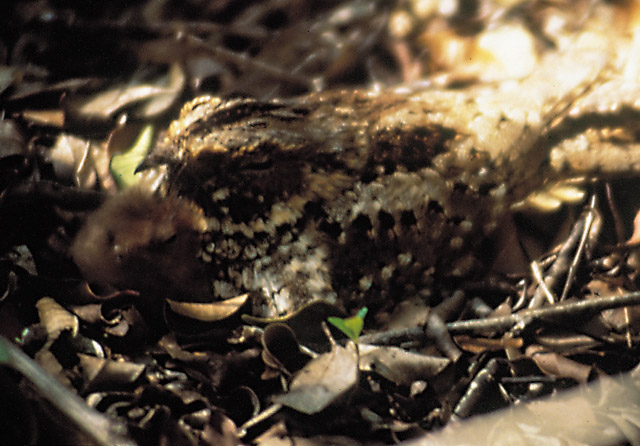
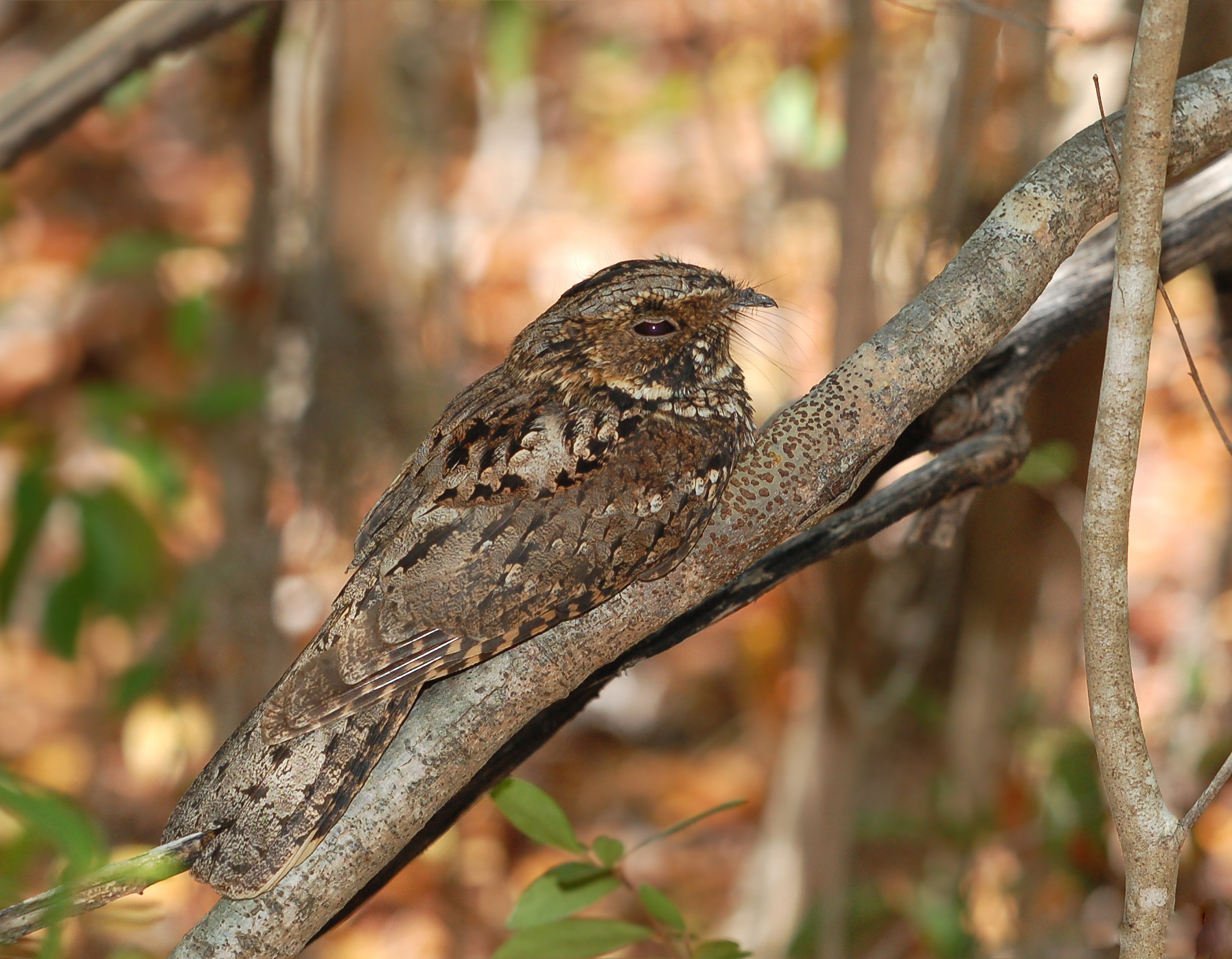